# Mercedes-Benz Econic
Econic ist eine LKW-Baureihe der Marke Mercedes-Benz der Daimler Truck AG. Seit 2018 wird die Baureihe von Daimler Trucks North America LLC als Freightliner EconicSD auch auf dem nordamerikanischen Markt angeboten.
Die Baureihe zeichnet sich durch ein besonders tiefliegendes Fahrerhaus aus und wird bevorzugt im kommunalen Bereich sowie für Spezialaufbauten, beispielsweise für Flughafenfahrzeuge, eingesetzt. Die Fahrzeuge sind aktuell von 18 bis 26 Tonnen Gesamtgewicht lieferbar. Das Chassis stammt vom Mercedes-Benz O530 (Mercedes-Benz Citaro). Das Fahrerhaus wurde durch die Sachsenring AG in Zwickau für Mercedes-Benz entwickelt.
2022 ging mit dem eEconic eine batterieelektrische Variante (Elektrolastkraftwagen) in Serienproduktion.

## Erste Generation (1998–2013)
Mercedes-Benz hat auf der IAA Nutzfahrzeuge 2008 in Hannover eine Konzeptstudie des Econic NGT Hybrid präsentiert, die den Erdgasantrieb und Hybridantrieb miteinander kombiniert. Nach Berechnungen des Herstellers lassen sich bis zu 60 Prozent der Kraftstoffkosten im Vergleich zum Diesel einsparen. Es gab Fahrgestelle mit zwei, drei oder vier Achsen und eine Sattelzugmaschine.
Zur Auswahl stand neben zwei Dieselmotoren auch ein Erdgasmotor.
| Modell                                            | Hubraum                                           | Leistung                                          | Drehmoment                                        | Lieferbare Abgas- Standards                       |
| Sechszylinder-Reihenmotor Mercedes-Benz OM 906 LA | Sechszylinder-Reihenmotor Mercedes-Benz OM 906 LA | Sechszylinder-Reihenmotor Mercedes-Benz OM 906 LA | Sechszylinder-Reihenmotor Mercedes-Benz OM 906 LA | Sechszylinder-Reihenmotor Mercedes-Benz OM 906 LA |
| ------------------------------------------------- | ------------------------------------------------- | ------------------------------------------------- | ------------------------------------------------- | ------------------------------------------------- |
| 1823                                              | 6,4 l                                             | 170 kW (231 PS)                                   |                                                   |                                                   |
| 1824                                              | 6,4 l                                             | 175 kW (238 PS) bei 2200/min                      | 810 Nm bei 1200/min                               |                                                   |
| 1828 / 2628                                       | 6,4 l                                             | 205 kW (279 PS)                                   |                                                   |                                                   |
| 1829 / 2629                                       | 6,4 l                                             | 210 kW (286 PS) bei 2200/min                      | 1100 Nm bei 1250/min                              |                                                   |
| Sechszylinder-Reihenmotor Mercedes-Benz OM 926 LA |                                                   |                                                   |                                                   |                                                   |
| 1833 / 2633 / 3233                                | 7,2 l                                             | 240 kW (326 PS) bei 2200/min                      | 1300 Nm bei 1300/min                              |                                                   |
| Sechszylinder-Reihenmotor Mercedes-Benz M 906     |                                                   |                                                   |                                                   |                                                   |
| 1828 NGT / 2628 NGT                               | 6,9 l                                             | 205 kW (279 PS) bei 2200/min                      | 1000 Nm bei 1400/min                              | Euro V                                            |

Für die Kraftübertragung wird bei allen Motorisierungen ein 6-Gang-Automatikgetriebe verwendet.

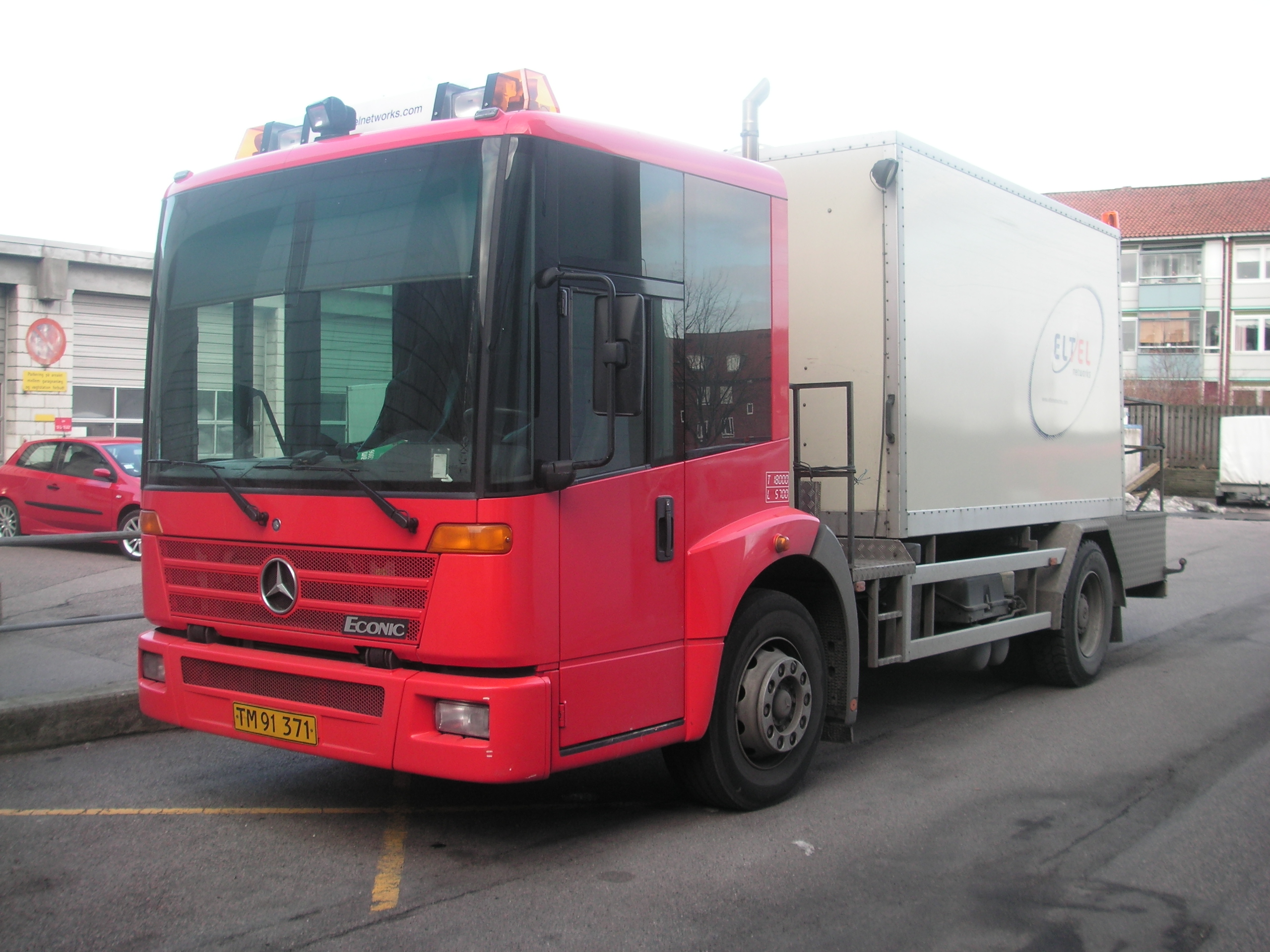
Econic mit einem Aufbau eines Energieunternehmens
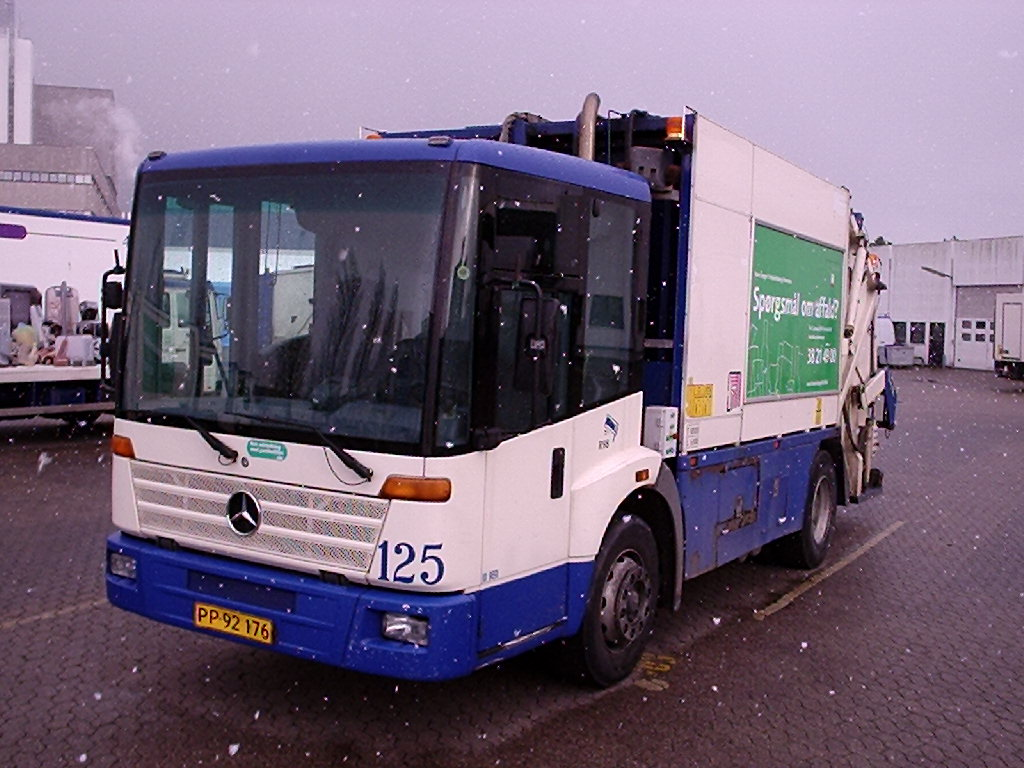
Econic mit Müllwagen-Aufbau
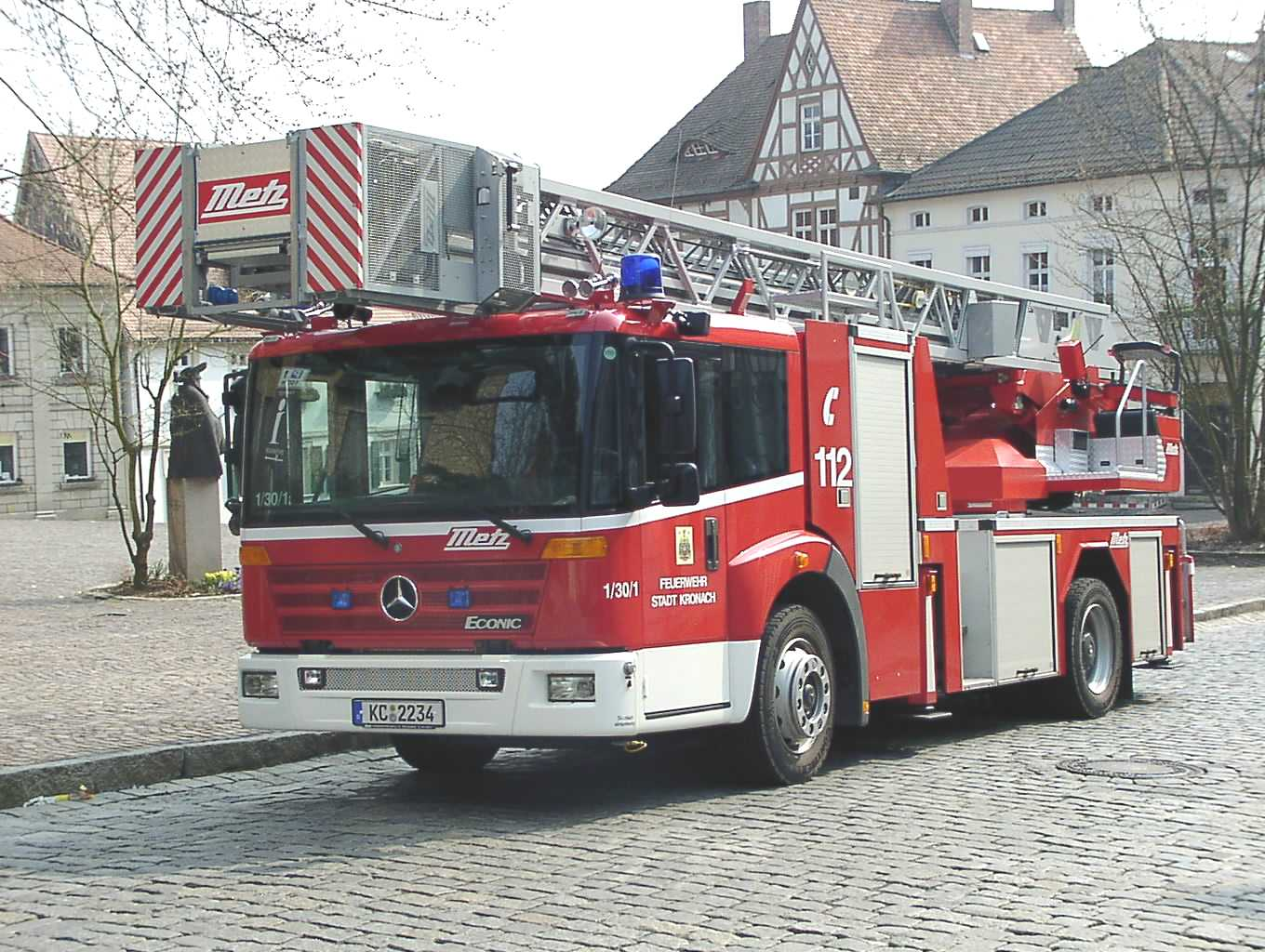
Metz-Drehleiter der Freiwilligen Feuerwehr Kronach auf einem Econic-Fahrgestell
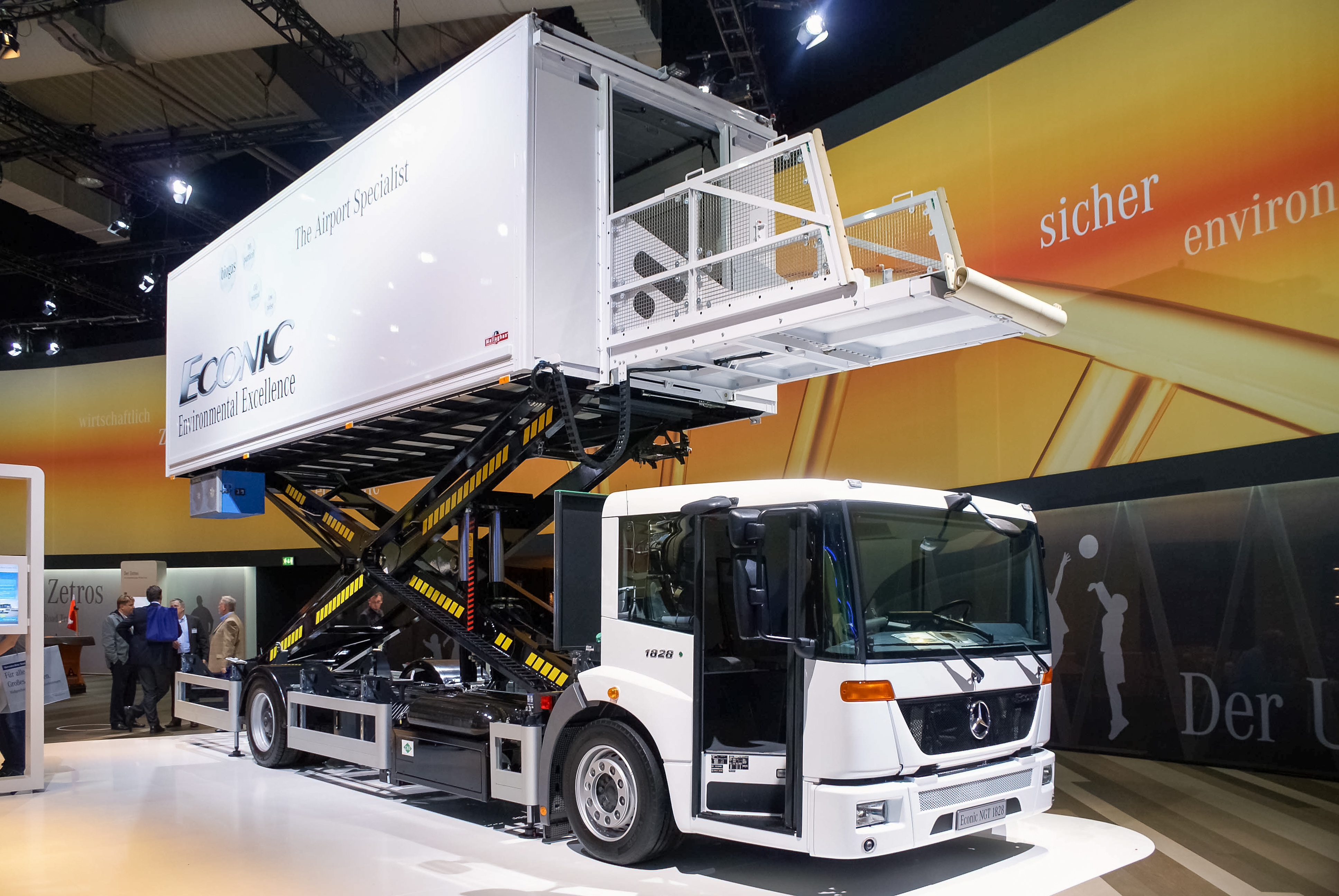
Econic Facelift

## Zweite Generation (seit 2013)
| Modell                                            | Hubraum                                           | Leistung                                          | Drehmoment                                        | Lieferbare Abgas- Standards                       |
| Sechszylinder-Reihenmotor Mercedes-Benz OM 936 LA | Sechszylinder-Reihenmotor Mercedes-Benz OM 936 LA | Sechszylinder-Reihenmotor Mercedes-Benz OM 936 LA | Sechszylinder-Reihenmotor Mercedes-Benz OM 936 LA | Sechszylinder-Reihenmotor Mercedes-Benz OM 936 LA |
| ------------------------------------------------- | ------------------------------------------------- | ------------------------------------------------- | ------------------------------------------------- | ------------------------------------------------- |
| 1827 / 2627                                       | 7,7 l                                             | 200 kW (272 PS)                                   |                                                   | Euro VI                                           |
| 1830 / 2630                                       | 7,7 l                                             | 220 kW (299 PS)                                   | 1200 Nm                                           | Euro VI                                           |
| 1835 / 2635                                       | 7,7 l                                             | 260 kW (354 PS)                                   | 1400 Nm                                           | Euro VI                                           |
| Sechszylinder-Reihenmotor Mercedes-Benz M 936 G   |                                                   |                                                   |                                                   |                                                   |
| NGT 1830 / NGT 2630                               | 7,7 l                                             | 222 kW (302 PS)                                   |                                                   | Euro VI                                           |

Alle Fahrzeuge werden mit einem 6-Gang-Automatikgetriebe ausgerüstet.

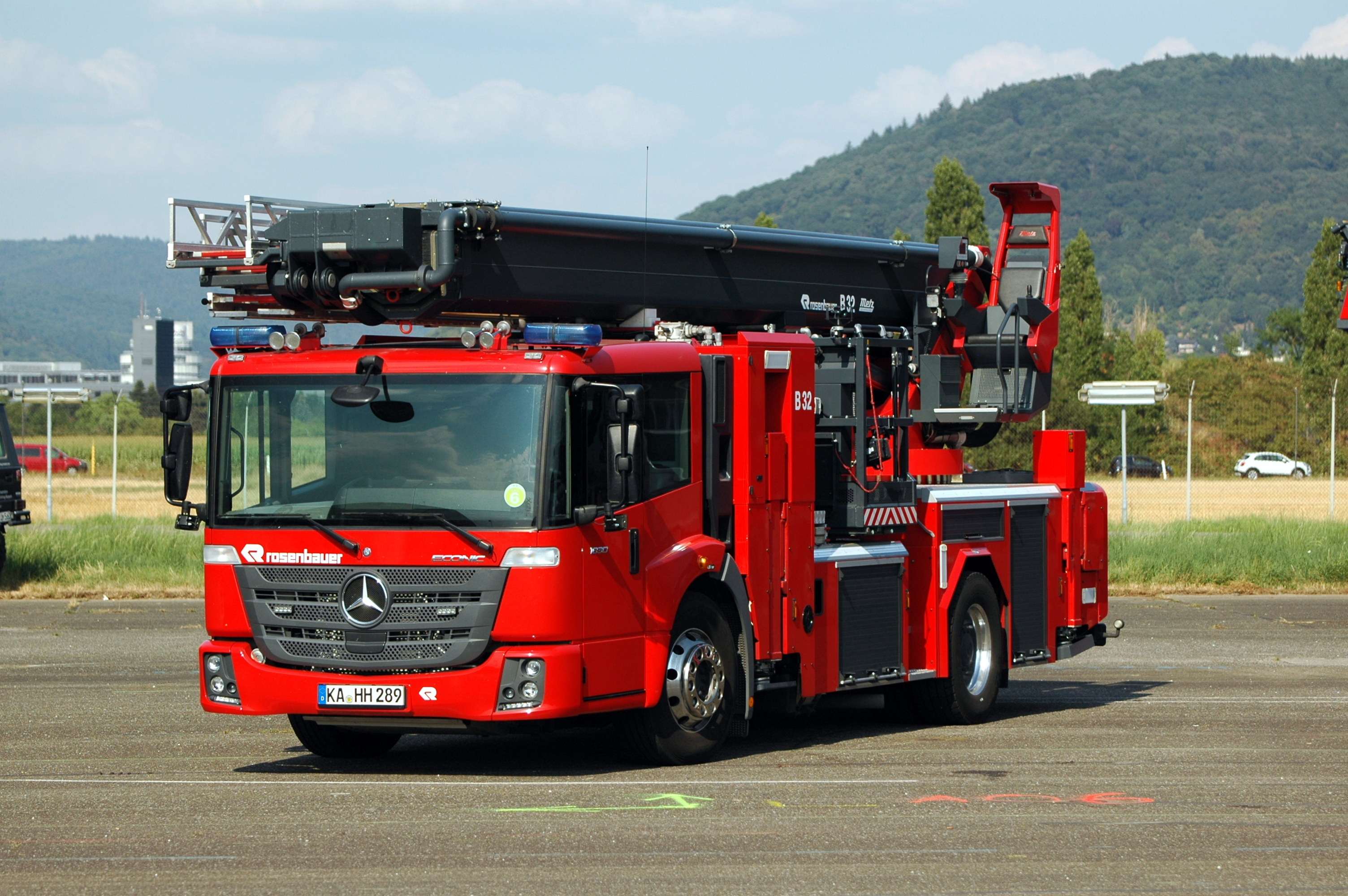
Econic 1830
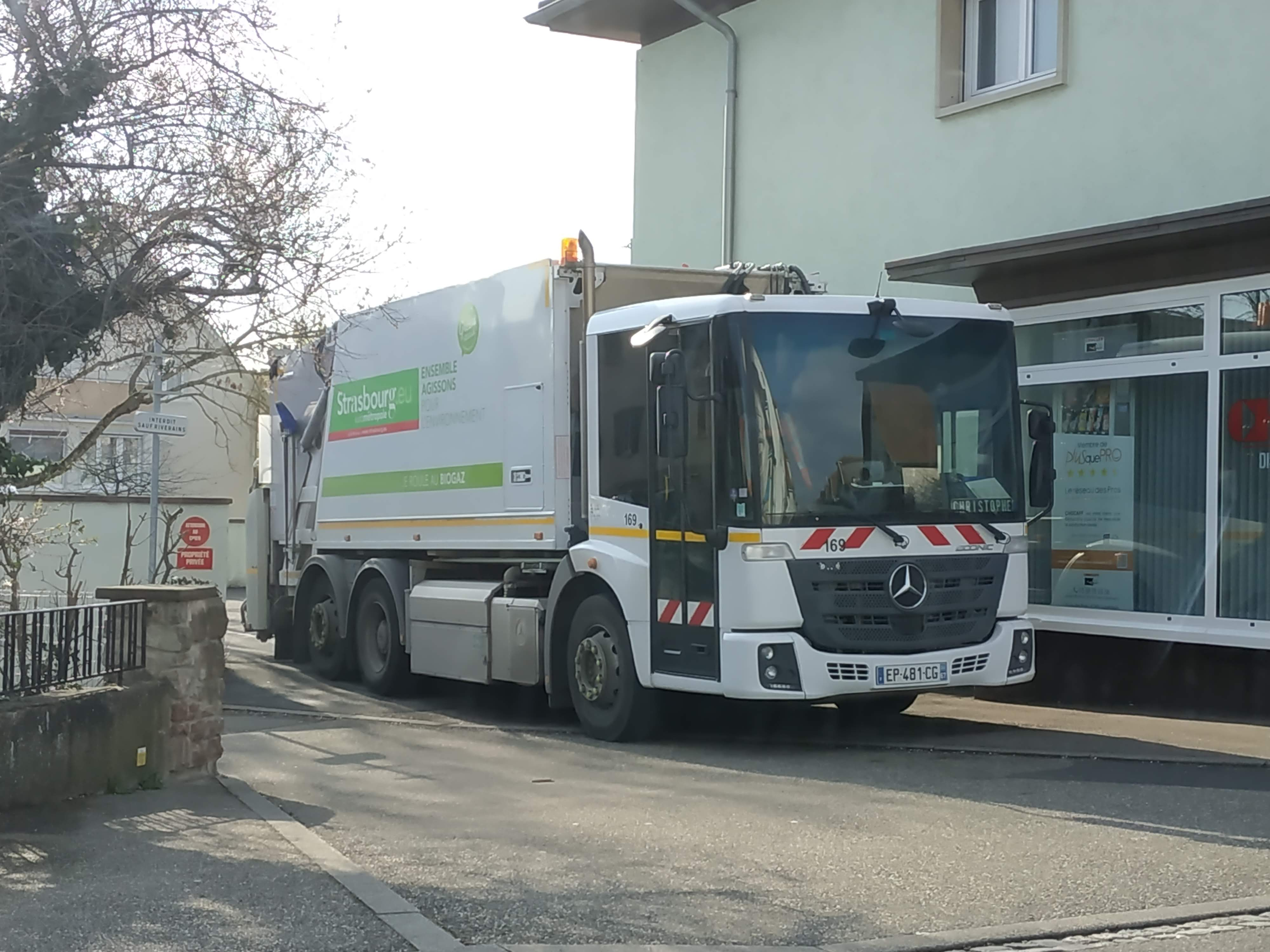
Econic als Müllwagen
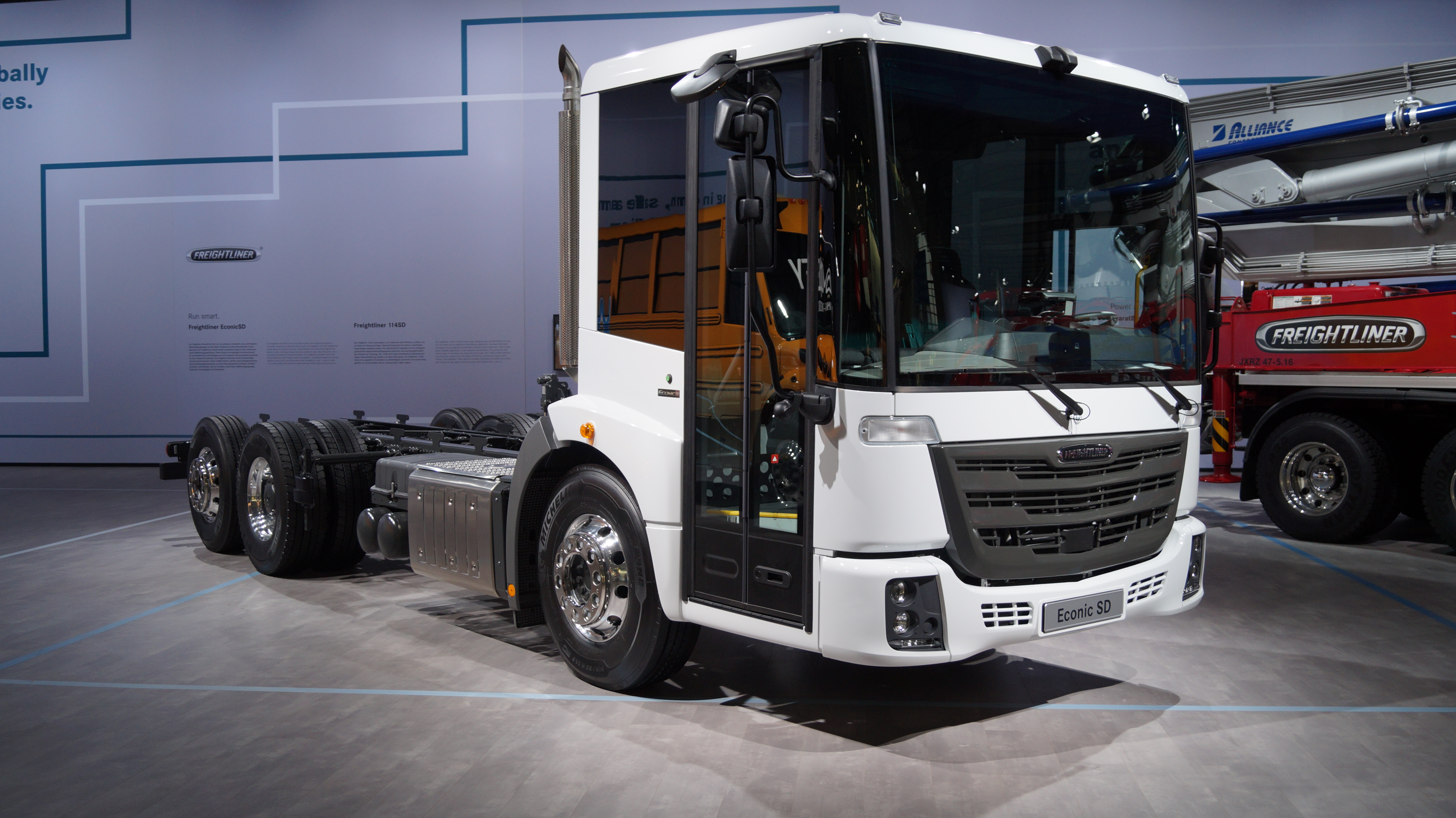
Freightliner Econic SD (IAA 2018)

## eEconic (seit 2022)

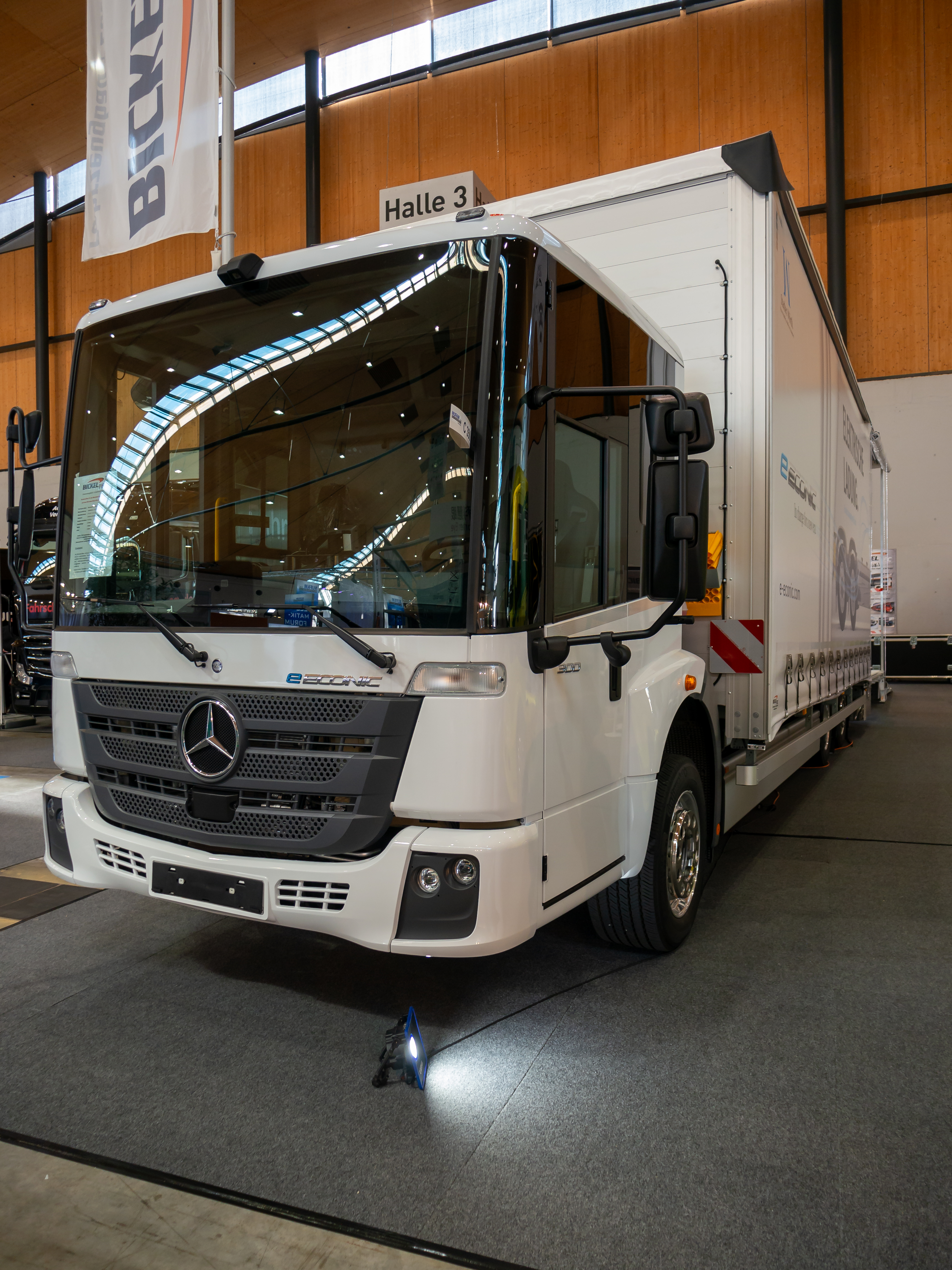
eEconic (2023)

2022 nahm Mercedes in Wörth die Serienproduktion des eEconic auf, einem batterieelektrischen Elektrolastkraftwagen. Das Fahrzeug ist vor allem als Müllwagen vorgesehen, kann aber auch als Feuerwehrfahrzeug oder im Flughafenbetrieb eingesetzt werden.